# Де Вокулер (марсіанський кратер)
Де Вокулер (англ. de Vaucouleurs) — метеоритний кратер у квадранглі Aeolis на Марсі. Назву затверджено МАСом на честь Жерара де Вокулера – французького астронома.